# Jenna Dewan
Jenna Dewan, née le 3 décembre 1980 à Hartford dans le Connecticut, est une actrice, danseuse, femme d'affaires et mannequin américaine d'origine libanaise, polonaise, anglaise et allemande.
Danseuse professionnelle, elle a dansé pour des artistes tels que Christina Aguilera, Janet Jackson, Missy Elliott et Ricky Martin.
Elle se fait connaître, auprès du grand public, en étant l'héroïne du film d'horreur Tamara (2005) et de la comédie musicale Sexy Dance (2006).
Elle a été à l'affiche des séries télévisées fantastique Witches of East End (2013-2014) diffusée sur Lifetime puis de Supergirl (2015-2016) diffusé sur The CW. Elle participe à la deuxième saison de The Resident (2018-2019) et fait partie de la distribution de la série Soundtrack, diffusée sur Netflix (2019). 
Depuis 2021, elle est à l'affiche de la série The Rookie : Le Flic de Los Angeles diffusée sur ABC.
Elle est la cofondatrice des sociétés 33andOut Productions et Iron Horse Entertainment.

## Biographie

### Jeunesse et formation
Née à Hartford dans le Connecticut, Jenna Dewan est la fille de Nancy Bursch-Smith (née Bursch) et Darryll Dewan - qui faisait partie de l'équipe de foot Fighting Irish de Notre Dame. Elle a des origines libanaises et polonaises du côté de son père puis allemandes et anglaises du côté de sa mère,,.
Ses parents ont divorcé lorsqu'elle était jeune et sa mère s'est remariée à Claude Brooks Smith. Durant sa scolarité au lycée Grapevine High School (en) à Grapevine au Texas, Jenna Dewan était pom-pom girl.
Elle se découvre une passion pour la danse à l'âge de cinq ans,.
Elle a eu son diplôme de fin d'études en 1999 et a été nommée « Reine du bal de promo » lorsqu'elle était en Terminale. Elle a étudié à l'université de Californie du Sud et a été membre de la California Gamma Chapter de Pi Beta Phi (en).

### Danse et seconds rôles
Avant de devenir actrice, Jenna Dewan est une danseuse professionnelle et travaille avec de nombreuses célébrités telles que : Janet Jackson, NSYNC, Sean Combs, Toni Braxton, Céline Dion, P!nk, Missy Elliott, Ricky Martin et Billy Crawford.
En 2001, elle apparaît dans le clip All for You de Janet Jackson avant de partir en tournée avec elle. L'année suivante, c'est sur la tournée de Sean Combs, We Invented the Remix qu'elle s'engage et elle joue une danseuse dans la comédie Une nana au poil.
Cette année-là, elle est fortement pressentie pour incarner la Reine Akasha dans le film de vampires La Reine des damnés mais le rôle est finalement attribué à une figure plus populaire, la regrettée chanteuse Aaliyah.
Jenna Dewan fait ses débuts en tant qu'actrice en 2004, en jouant dans un épisode de la sitcom Les Quintuplés. Par la suite, elle apparaît dans le soap opera Les Feux de l'amour ainsi que dans un épisode de Joey.

### Passage au premier plan et cinéma
En 2005, elle est l'héroïne du film d'horreur Tamara, qui raconte l'histoire d'une jeune femme revenant des morts afin de se venger de ses anciens camarades.
En 2006, elle joue un second rôle dans un film du même acabit, The Grudge 2 et elle donne la réplique à Antonio Banderas dans la comédie dramatique Dance with Me.
Cette même année, elle décroche surtout le rôle principal du film Sexy Dance où elle incarne Nora Clark, une jeune danseuse qui doit travailler avec un jeune délinquant. C'est lors de ce tournage qu'elle fait la connaissance de Channing Tatum avec qui elle partage la vedette. Ce film est un succès et génère une saga cinématographique. Il révèle l'actrice auprès du grand public.
À la suite de ce succès et de cette rencontre, l'actrice est désormais créditée sous le nom Jenna Dewan-Tatum.
En 2007, elle rejoint le remake du film Les Tronches de 1984, aux côtés d'Adam Brody mais après trois semaines de tournage, le projet est annulé.
En 2008, elle joue dans le téléfilm dramatique Fab Five : Le scandale des pom pom girls diffusé sur la chaîne américaine Lifetime et dans le vidéofilm d'action Le Prix de la trahison.

En 2009, elle tourne plusieurs projets mais aucun ne connaît le succès : Elle joue dans trois comédies passées inaperçues : American Virgin (en), avec Bo Burnham et Rob Schneider, Mon père et ses 6 veuves, menée par Tim Allen et Elisha Cuthbert et The Jerk Theory avec Josh Henderson. Puis, elle porte le thriller, laminé par la critique, Falling Awake avec Nicholas Gonzalez. 

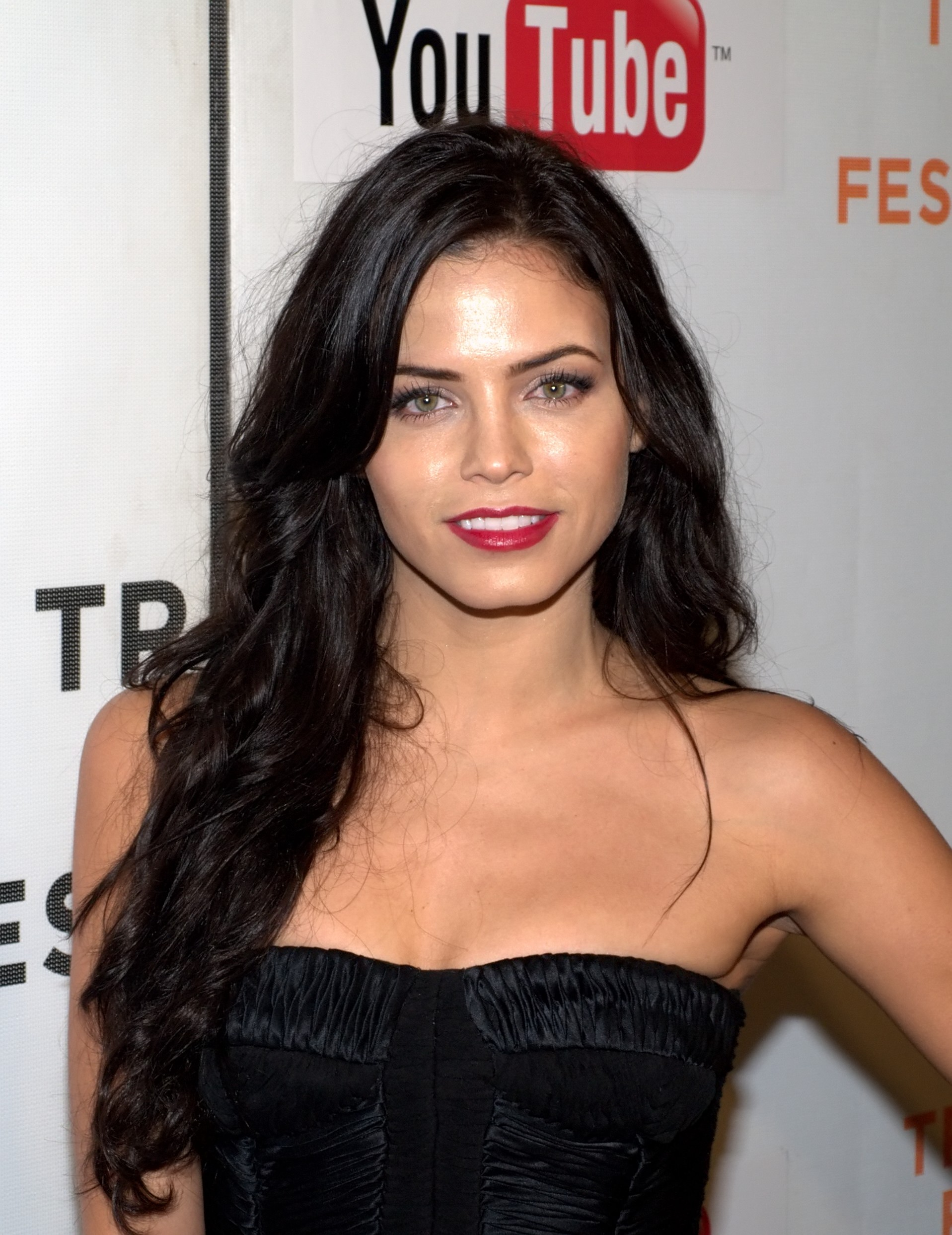
Lors de l'édition 2010 du Festival du film de Tribeca.

Côté télévision, elle joue dans deux épisodes de Melrose Place : Nouvelle Génération, la 5e série télévisée de la franchise Beverly Hills 90210. En 2010, elle apparaît dans le clip Not Myself Tonight de Christina Aguilera.
L'année suivante, elle est une nouvelle fois à l'affiche de plusieurs longs métrages : Elle joue dans deux films d'action, d'abord Cavale aux portes de l'enfer avec Eric Balfour, puis, Braqueurs secondant une distribution principale masculine composée de 50 Cent, Bruce Willis et Ryan Phillippe. Les deux productions ne rencontrent pas le succès escompté.
Elle est aussi à l'affiche de la comédie indépendante Balls to the Wall avec Christopher McDonald et connaît un regain critique grâce à son mari Channing Tatum, qui produit et joue dans la comédie dramatique 10 ans déjà ! dans laquelle elle donne la réplique à Rosario Dawson et Chris Pratt.

### Télévision et diversification
En fin d'année, Jenna Dewan rejoint la distribution de la série télévisée dramatique The Playboy Club où elle joue le rôle de Bunny Janie, une danseuse provocatrice qui travaille dans le Playboy Club à Chicago en 1961. Le pilote diffusé en septembre 2011 et réunit plus de 5,2 millions de téléspectateurs. Cependant, la série est rapidement annulée, après seulement trois épisodes diffusés, en raisons d'audiences insuffisantes. 

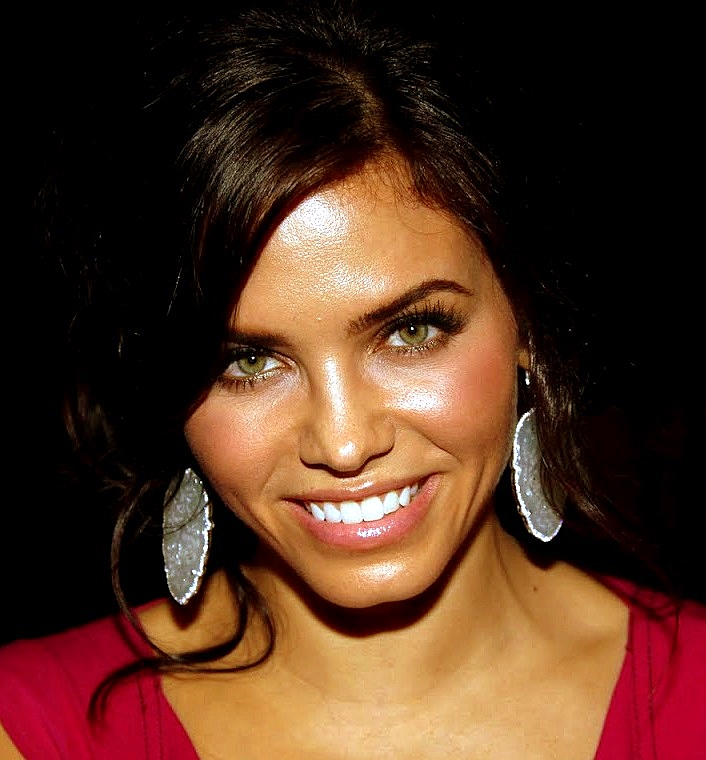
Au Festival international du film de Toronto 2011.

En 2012, elle accepte un rôle d'invitée dans la seconde saison de la série d'anthologie horrifique American Horror Story, partageant ses scènes avec Adam Levine dont elle joue l'épouse. La même année, elle est la productrice exécutive d'un documentaire présenté lors du Festival du film de Tribeca et récompensé aux Peabody Awards, Earth Made of Glass diffusé par le réseau HBO.
En 2013, elle apparaît aux côtés des actrices Julia Ormond, Mädchen Amick et Rachel Boston, dans une campagne publicitaire de sensibilisation au cancer du sein. Elle est aussi l'héroïne du téléfilm dramatique La Femme la plus recherchée d'Amérique, s'inspirant d'un fait divers réel, l'affaire Sarah Jo Pender et elle joue un second rôle dans la comédie romantique Slightly Single in L.A. portée par Lacey Chabert.
Cette année-là, elle décroche le rôle de Freya Beauchamp dans la série télévisée fantastique Witches of East End, diffusée sur la chaîne américaine Lifetime aux côtés de Mädchen Amick, Rachel Boston et Eric Winter. Elle est enceinte de trois mois, lorsqu'elle termine de tourner le pilote, puis, deux mois après son accouchement, elle fait son retour sur le plateau de tournage afin de boucler la première saison. Le show, librement inspiré du roman Les Sorcières de North Hampton de Melissa de la Cruz, est rapidement renouvelé par la chaîne qui considère la série comme l'un de ses plus beaux succès de la saison 2013. Cependant, dès l'année suivante, les audiences s'effondrent et la série est alors annulée après la diffusion de la saison 2 en octobre 2014.
En 2014, elle fait une petite apparition dans la saison 2 de la série The Mindy Project et elle est juge dans un épisode de l'émission populaire américaine So You Think You Can Dance.
De 2015 à 2016, elle renoue avec le registre du fantastique, en étant à l'affiche de la série télévisée Supergirl du réseau The CW Television Network. Elle y interprète le rôle récurrent de Lucy Lane, la petite sœur de la célèbre Lois Lane. Par la suite, elle joue les guest-star pour les séries No Tomorrow et Papa a un plan.
En 2017, elle anime l'émission de danse, produite par Jennifer Lopez, World of Dance diffusée sur la chaîne NBC. Le jury est composé de Ne-Yo, Lopez et Derek Hough. Cette première saison est un succès d'audiences, ce sont les français Les Twins qui remportent le concours. Elle anime également la saison 2 en 2018, mais quittera l'émission à l'issue de celle-ci.
Pour la plateforme YouTube Premium, elle produit la série Step Up: High Water portée par Ne-Yo et Naya Rivera.
Entre 2018 et 2019, elle joue un rôle récurrent dans la seconde saison du drama médicale The Resident diffusé par le réseau FOX. L'actrice poursuit ensuite sa collaboration avec ce réseau en rejoignant la série musicale en développement, Soundtrack aux côtés de Madeleine Stowe. Finalement, la chaîne abandonne le projet qui est alors racheté par la plateforme Netflix. Cette série, qui suit un groupe disparate de personnes dans le Los Angeles de nos jours, dont l'objectif commun est de percer dans le milieu de la musique, est une création de Joshua Safran, showrunner des séries Smash et Gossip Girl. La série passe inaperçue lors de sa sortie ce qui pousse la plateforme à rapidement l'annuler.
Début 2021, elle rejoint le casting récurrent la finale de la troisième saison de la série The Rookie : Le Flic de Los Angeles dans le rôle de Bailey Nune aux côtés de Nathan Fillion, Melissa O'Neil, Alyssa Diaz et Eric Winter son ancien partenaire dans la série Witches of East End (2013-2014). Elle est promue à la distribution principale lors de la quatrième saison en novembre 2021. La série est diffusée depuis le 16 octobre 2018 sur ABC.

## Vie privée

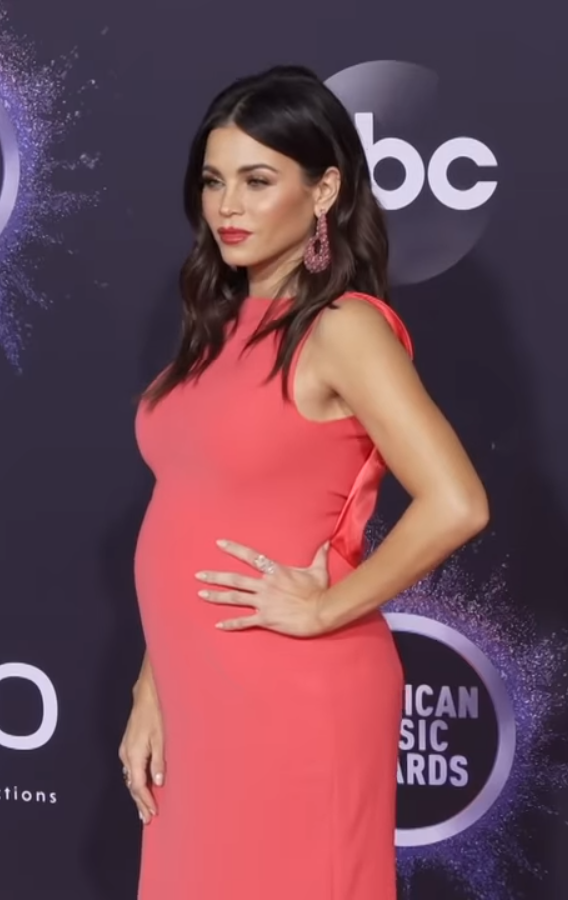
Jenna Dewan lors des AMA en novembre 2019 (enceinte de son deuxième enfant)

Elle a brièvement fréquenté le chanteur Justin Timberlake en 2002, puis l'acteur Shane West pendant deux ans.
En 2006, elle devient la compagne de l'acteur américain, Channing Tatum - rencontré sur le tournage du film Sexy Dance l'année précédente. Le couple se fiance en septembre 2008 à Maui, puis se marie le 11 juillet 2009 à Malibu. Ensemble, ils ont une fille : Everly Elizabeth Maiselle Tatum (née le 31 mai 2013, à Londres). En avril 2018, le couple annonce leur séparation d'un commun accord après douze ans de vie commune et neuf ans de mariage. Leur divorce a été prononcé en novembre 2019 et le couple a obtenu la garde alternée de leur fille.
Depuis fin 2018, elle partage la vie de l'acteur et musicien américain, Steve Kazee, avec lequel elle a un fils : Callum Michael Rebel Kazee (né le 6 mars 2020). En janvier 2024, elle annonce être enceinte de son troisième enfant. Le 14 juin 2024, elle donne naissance a sa deuxième fille : Rhiannon Lee Kathryn Kazee. 
Jenna Dewan est végétarienne et défend activement les animaux. En 2010, elle pose nue pour l'association de défense animale PETA.

## Filmographie

### Cinéma
- 2002 : Une nana au poil de Tom Brady : Groupe de salsa de Bianca
- 2005 : Waterborne (en) de Ben Rekhi : Devi
- 2005 : Tamara de Jeremy Haft : Tamara Riley
- 2006 : Dance with Me de Liz Friedlander : Sasha
- 2006 : Sexy Dance de Anne Fletcher : Nora Clark
- 2006 : The Grudge 2 de Takashi Shimizu : Sally
- 2008 : Le Prix de la trahison (Love Lies Bleeding) de Keith Samples : Amber (vidéofilm)
- 2009 : Falling Awake (en) de Agustin : Alessandra
- 2009 : Mon père et ses 6 veuves (The Six Wives of Henry Lefay) de Howard Michael Gould : Sarah Jane
- 2009 : The Jerk Theory de Scott S. Anderson : Molly Taylor
- 2009 : American Virgin (en) de Clare Kilner : Priscilla
- 2011 : Cavale aux portes de l'enfer de Tanner Beard : Katherine Prescott
- 2011 : Balls to the Wall de Penelope Spheeris : Rachel Matthews
- 2011 : 10 ans déjà ! (Ten Years) de Jamie Linden : Jess
- 2011 : Braqueurs (Setup) de Mike Gunther (en) : Mia
- 2013 : Slightly Single in L.A. (en) de Christie Will Wolf : Hallie
- 2019 : Berlin, I Love You (film collectif) : Mandy
- 2019 : The Wedding Year de Robert Luketic : Jessica Baylor

### Télévision

#### Séries télévisées
- 2004 : Les Quintuplés (Quintuplets) : Haley (1 épisode)
- 2004 : Les Feux de l'amour (The Young and the Restless) : Donna (2 épisodes)
- 2005 : Joey : Tanya (1 épisode)
- 2008 : Assorted Nightmares : Janitor : Jennifer (1 épisode)
- 2009 : Melrose Place : Nouvelle Génération (Melrose Place) : Kendra Wilson (2 épisodes)
- 2011 : The Playboy Club : Janie (rôle principal - 7 épisodes)
- 2012 : American Horror Story : Teresa Morrison (saison 2, 5 épisodes)
- 2013 - 2014 : Witches of East End : Freya Beauchamp (rôle principal - 23 épisodes)
- 2014 : The Mindy Project : Brooke (1 épisode)
- 2015 - 2016 : Supergirl : Lucy Lane (rôle récurrent - saison 1, 13 épisodes)
- 2016 : No Tomorrow : Tuesday (1 épisode)
- 2017 - 2018 : Papa a un plan, épisodes  Le Meilleur des couples et  Crash imminent : Jen
- 2018 : Blaze and the Monster Machines : Bunnie  (voix, 1 épisode)
- 2018 - 2019 : The Resident : Julian Lynn (rôle récurrent - saison 2, 8 épisodes)
- 2019 : Soundtrack : Joanna Kassem (rôle principal - 10 épisodes)
- depuis 2021 : The Rookie : Le Flic de Los Angeles : Bailey Nune
- 2022 -2023 : Superman et Loïs : Lucy Lane (rôle récurrent - saisons 2 et 3 , 6 épisodes)

#### Téléfilms
- 2005 : Dark Shadows (en) de P. J. Hogan : Sophia
- 2008 : Le scandale des pom pom girls (Fab Five : The Texas Cheerleader Scandal) de Tom McLoughlin : Emma Carr
- 2013 : La Femme la plus recherchée d'Amérique (She Made Them Do It) de Grant Harvey : Sarah

### Clips vidéo
- 1999 : So Real de Mandy Moore[31]
- 2000 : He Wasn't Man Enough de Toni Braxton[31]
- 2000 : Honey Bee de Belle Perez[31]
- 2001 : You're No Good de Ellie Campbell[31]
- 2001 : All for You de Janet Jackson[31]
- 2002 : Gossip Folks de Missy Elliott[31]
- 2003 : One Heart de Céline Dion[31]
- 2003 : Juramento de Ricky Martin[31]
- 2006 : Give It Up to Me de Sean Paul et Keyshia Cole[31]
- 2006 : Get Up de Ciara et Chamillionaire[31]
- 2010 : Not Myself Tonight de Christina Aguilera[31]

### Comme productrice
- 2010 : Earth Made of Glass de Deborah Scranton (documentaire)
- 2018 : Step Up: High Water (série télévisée - saison 1, 10 épisodes)

## Voix françaises
En France, Anouck Hautbois est la voix française la plus régulière de Jenna Dewan, elle l'a également doublée à six reprises dans des séries.
En France
| - Anouck Hautbois dans : - Witches of East End (série télévisée) - No Tomorrow (série télévisée) - Man With A Plan (série télévisée) - The Resident (série télévisée) - Soundtrack (série télévisée) - The Rookie : Le Flic de Los Angeles (série télévisée) - Karine Foviau dans : - La Femme la plus recherchée d'Amérique - The Mindy Project (série télévisée) | - Laura Blanc dans : - Supergirl (série télévisée) - Superman et Loïs (série télévisée) Et aussi - Olivia Luccioni dans Sexy Dance - Pascale Chemin dans Fab Five : Le scandale des pom pom girls - Elodie Ben dans American Horror Story (série télévisée) - Marie Bouvet dans L'Année des mariages |

## Distinctions
Sauf indication contraire ou complémentaire, les informations mentionnées dans cette section proviennent de la base de données IMDb.

### Récompenses
- 9e cérémonie des Teen Choice Awards 2007 : meilleur scène de danse dans un film pour Step Up, prix partagé avec Channing Tatum

### Nominations
- 43e cérémonie des People's Choice Awards 2017 : meilleure collaboration comique pour Lyp Sync Battle, nomination partagée avec Channing Tatum
- 20e cérémonie des Teen Choice Awards 2018 : meilleur danseur, nomination partagée avec Cheryl Burke (en), Derek Hough, Les Twins et Stephen Boss